# Bahnhof Nakatsugawa
Der Bahnhof Nakatsugawa (jap. 中津川駅 Nakatsugawa-eki) ist ein Bahnhof auf der japanischen Insel Honshū. Er wird von der Bahngesellschaft JR Central betrieben und befindet sich in der Präfektur Gifu auf dem Gebiet der Stadt Nakatsugawa.

## Verbindungen
Nakatsugawa ist ein Zwischenbahnhof und früherer Trennungsbahnhof an der Chūō-Hauptlinie von JR Central, einer der bedeutendsten Bahnstrecken Japans, die von Nagoya über Kōfu nach Tokio führt. Stündlich verkehren in beiden Richtungen Shinano-Schnellzüge. Diese verbinden den Bahnhof Nagoya mit Nakatsugawa, Shiojiri, Matsumoto und Nagano. Im Nahverkehr in Richtung Nagoya verkehren im Halbstundentakt Eilzüge der Zuggattungen Rapid und Semi Rapid; diese halten bis Tajimi an allen Stationen und lassen anschließend unterschiedlich viele Zwischenbahnhöfe aus. Hinzu kommen einzelne Nahverkehrszüge in den Randstunden, die bis Nagoya sämtliche Bahnhöfe bedienen. Der Streckenabschnitt nördlich von Nakatsugawa führt durch dünn besiedeltes Gebiet, entsprechend ist das Nahverkehrsangebot vergleichsweise gering. Üblicherweise verkehrt tagsüber etwa alle zwei Stunden ein Zug über Shiojiri nach Matsumoto, zwischen Nakatsugawa und Nagiso ungefähr stündlich. Die Bushaltestellen auf dem Bahnhofsvorplatz werden von mehreren Linien der Gesellschaft Kitaena Kōtsū bedient.

## Anlage
Der Bahnhof steht im Stadtteil Ōtemachi. Während sich auf der Ostseite das Stadtzentrum von Nakatsugawa befindet, erstreckt sich auf der Westseite eine weitläufige Papierfabrik. Die ebenerdige Anlage ist annähernd von Norden nach Süden ausgerichtet und umfasst zehn Gleise, von denen drei dem Personenverkehr dienen. Diese liegen an einem Mittelbahnsteig und einem Seitenbahnsteig. Beide Bahnsteige sind teilweise überdacht; am nördlichen Ende sind sie durch eine gedeckte Fußgängerbrücke miteinander verbunden, am südlichen Ende durch einen Personentunnel. Sie führen zum zweigeschossigen Empfangsgebäude an der Ostseite, das an den Seitenbahnsteig angebaut ist. Innerhalb des Gebäudes sind Fahrscheinschalter und ein Kiosk zu finden. Die Westseite des Bahnhofs umfasst eine Abstellanlage mit sieben Gleisen und einem Personalgebäude.
Im Fiskaljahr 2019 nutzten durchschnittlich 3350 Fahrgäste täglich den Bahnhof.

## Bilder

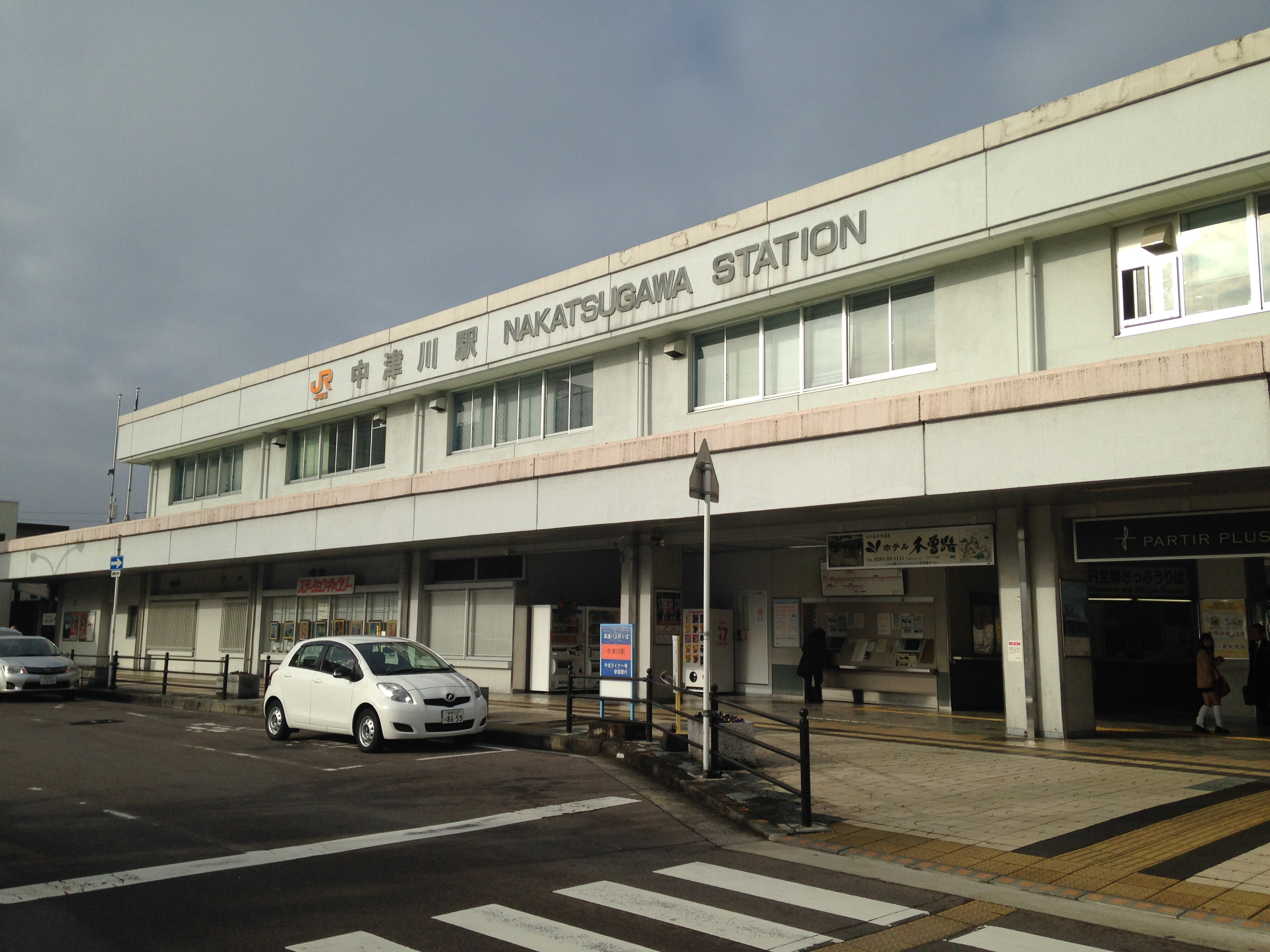
Eingangsbereich
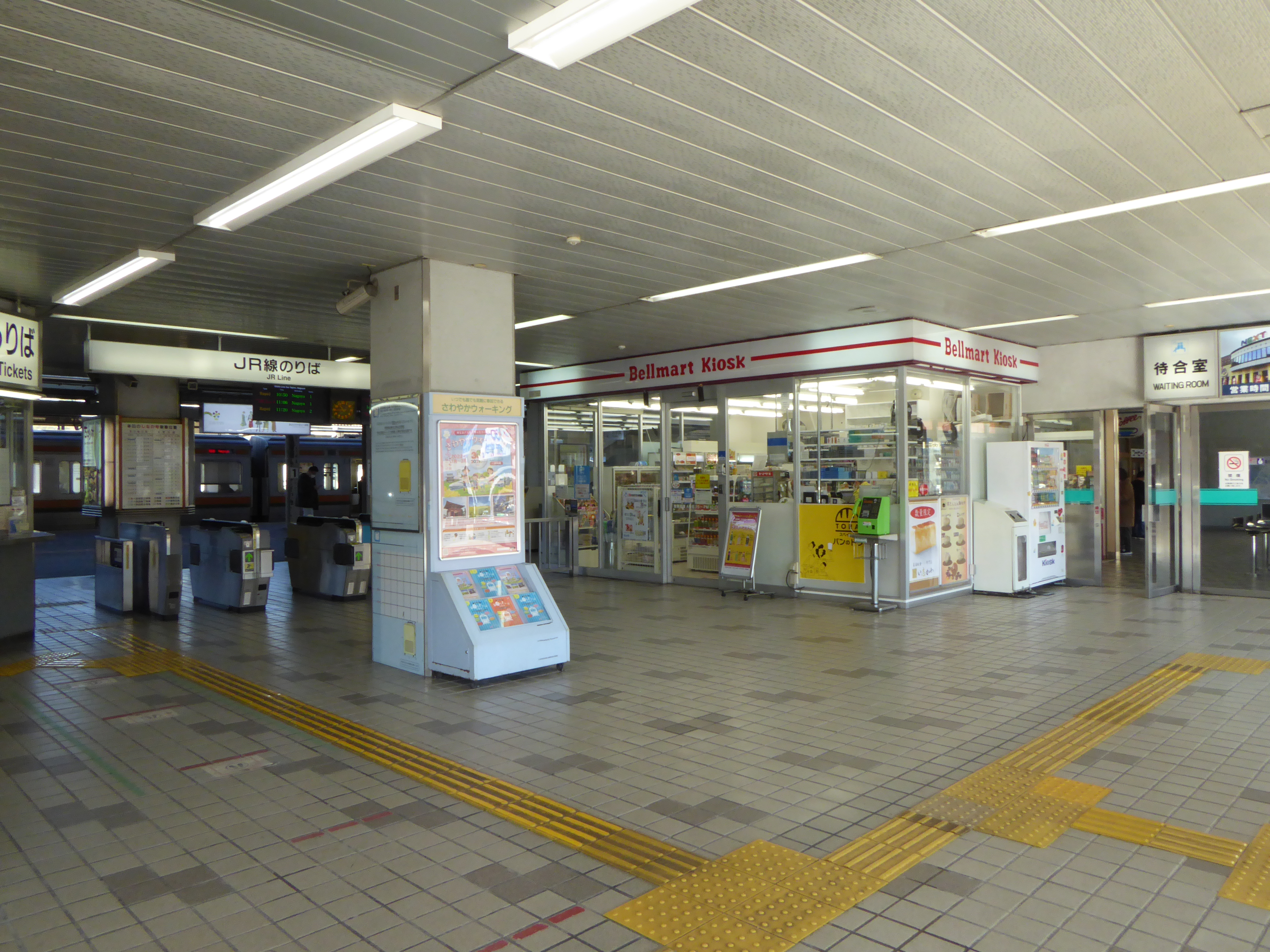
Innenansicht
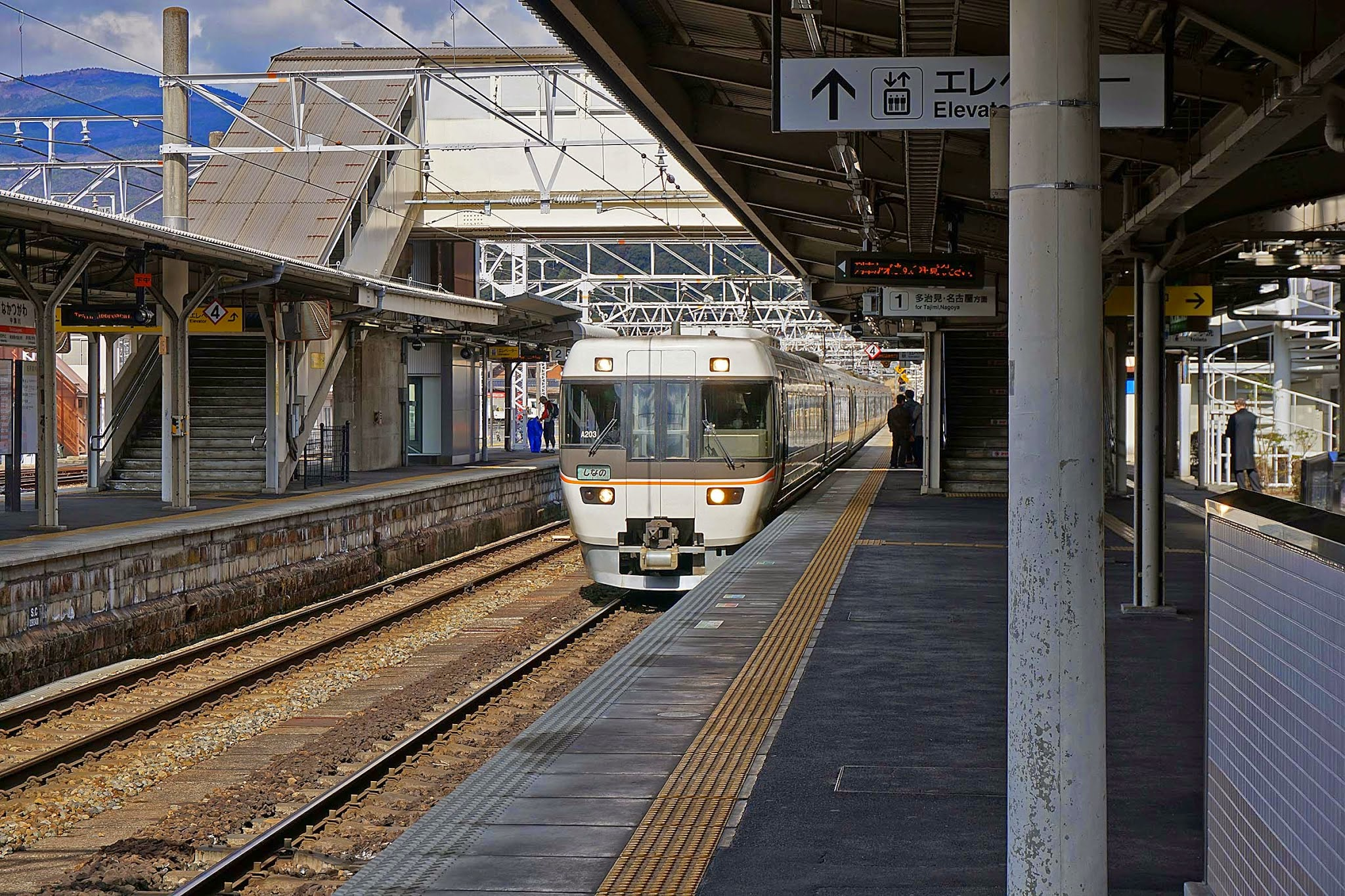
Shinano-Schnellzug
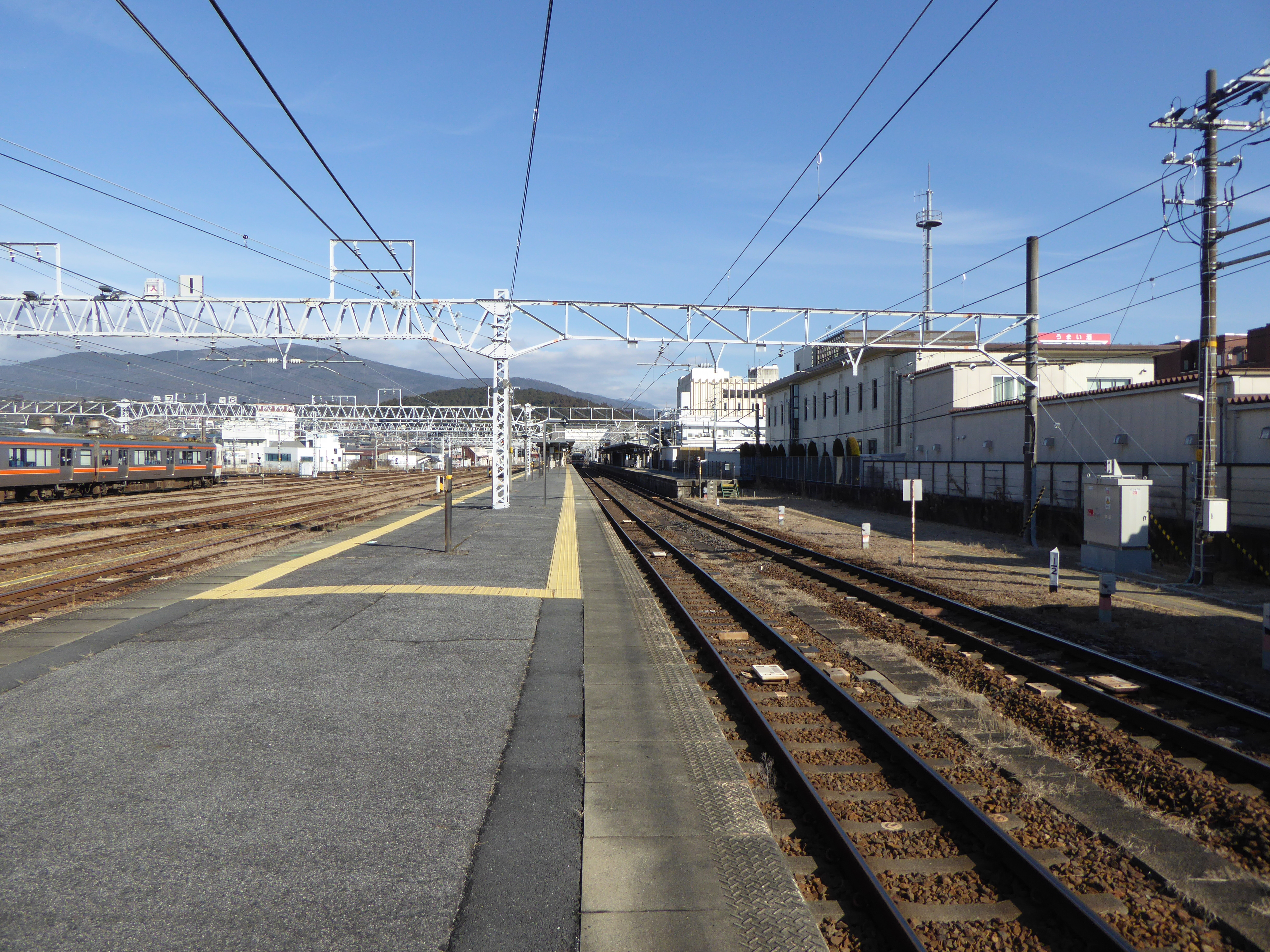
Am südlichen Ende des Mittelbahnsteigs

## Gleise
| 1/2 | ▉ Chūō-Hauptlinie | Tajimi • Kōzōji • Ōzone • Kanayama • Nagoya |
| 2/3 | ▉ Chūō-Hauptlinie | Shiojiri • Kōfu • Tokio                     |

## Linien
| Verlauf der Chūō-Hauptlinie |
| --- |
| Takao • Sagamiko • Fujino • Uenohara • Shiotsu • Yanagawa • Torisawa • Saruhashi • Ōtsuki • Hatsukari • Sasago • Kai-Yamato • Katsunuma-budōkyō • Enzan • Higashi-Yamanashi • Yamanashishi • Kasugaichō • Isawa-Onsen • Sakaori • Kōfu • Ryūō • Shiozaki • Nirasaki • Shimpu • Anayama • Hinoharu • Nagasaka • Kobuchizawa • Shinano-Sakai • Fujimi • Suzurannosato • Aoyagi • Chino • Kami-Suwa • Shimo-Suwa • Okaya • Midoriko • Shiojiri • Seba • Hideshio • Niekawa • Kiso-Hirasawa • Narai • Yabuhara • Miyanokoshi • Harano • Kiso-Fukushima • Agematsu • Kuramoto • Suhara • Ōkuwa • Nojiri • Jūnikane • Nagiso • Tadachi • Sakashita • Ochiaigawa • Nakatsugawa • Mino-Sakamoto • Ena • Takenami • Kamado • Mizunami • Tokishi • Tajimi • Kokokei • Jōkōji • Kōzōji • Jinryō • Kasugai • Kachigawa • Shin-Moriyama • Ōzone • Chikusa • Tsurumai • Kanayama • Nagoya Tatsuno-Zweigstrecke: Okaya • Kawagishi • Tatsuno • Shinano-Kawashima • Ono • Shiojiri |

## Geschichte
Das staatliche Eisenbahnamt (das spätere Eisenbahnministerium) eröffnete den Bahnhof am 21. Dezember 1902 unter dem Namen Nakatsu (中津), zusammen mit dem von Tajimi bis hierhin führenden Teilstück der Chūō-Hauptlinie. Fünfeinhalb Jahre lang war hier Endstation, bis zur Inbetriebnahme des anschließenden Teilstücks nach Sakashita am 1. August 1908. Ab 1. Mai 1911 war die Chūō-Hauptlinie durchgehend befahrbar, exakt einen Monat später erhielt der Bahnhof seinen heutigen Namen. Die lokale Bahngesellschaft Kitaena Tetsudō nahm am 5. August 1924 die nach Shimotsukechi führende Kitaena-Bahnlinie in Betrieb, die vor allem für die Forstwirtschaft von großer Bedeutung war.
Am 26. August 1932 traf eine Schlammlawine des Flusses Yotsume den Bahnhof, wobei zwei Menschen starben und 73 Gebäude in der Umgebung zerstört wurden. Zusätzlich zum bereits existierenden Personentunnel erhielt der Bahnhof am 22. August 1974 eine Fußgängerbrücke zu den Bahnsteigen. Am 18. September 1978 stellte die Kitaena-Bahnlinie ihren Betrieb ein. Im selben Jahr ersetzte die Japanische Staatsbahn das bestehende Empfangsgebäude durch einen Neubau. Aus Rationalisierungsgründen stellte die Staatsbahn am 10. Januar 1984 den Güterumschlag ein. Im Rahmen der Staatsbahnprivatisierung ging der Bahnhof am 1. April 1987 in den Besitz der neuen Gesellschaft JR Central über.